# Cavemen MC

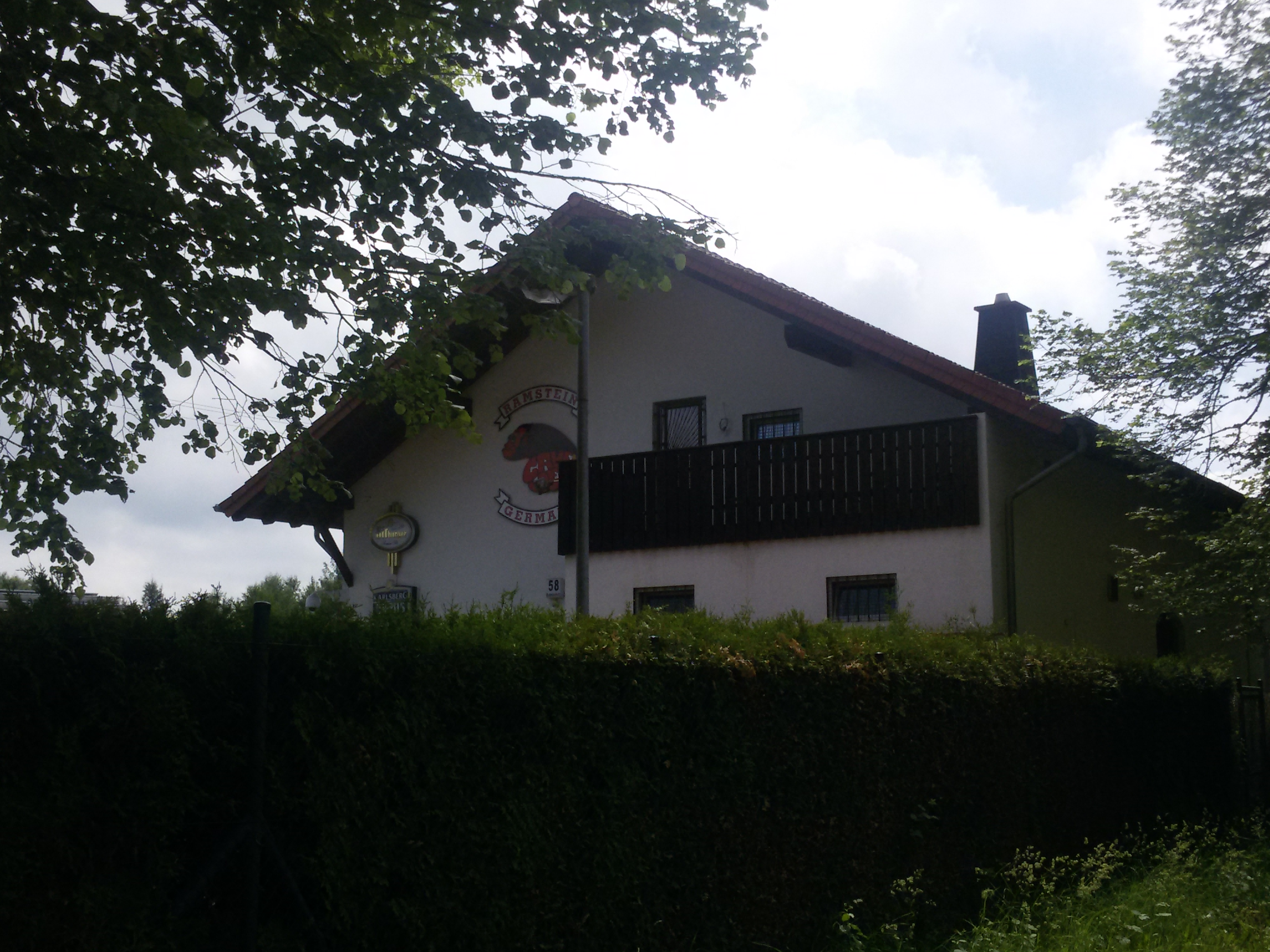
Clubhaus des Cavemen MC in Schönenberg-Kübelberg

Der Cavemen MC ist einer der ältesten deutschen Motorradclubs. Er existiert seit 1968.

## Geschichte
Der Club wurde 1968 von in Zweibrücken stationierten US-amerikanischen Soldaten mit vier deutschen Freunden gegründet. Nachdem 1970 die Garnison aufgelöst wurde und die Soldaten an die Ramstein Air Base versetzt wurden, änderte auch der Club seinen Standort. Treffpunkt war zunächst ein alter, stillgelegter Militärbunker in Kaiserslautern. Das Motto des Clubs wurde

“Born on a mountain, raised in a cave, bikin’ and fuckin’ is all we crave.”

„Auf einem Berg geboren, in einer Höhle groß gezogen, Motorradfahren und Ficken ist alles, wonach wir streben.“

Nachdem man zunächst vor allem innerhalb der Armee aktiv gewesen war, begann man sich mit den Jahren auch nach außen zu öffnen und begann in der Rockerszene Fuß zu fassen. Gerade Ende der 1970er und 1980er kam es vermehrt zu Auseinandersetzungen innerhalb der Szene. 1981 kam es zu einer Schießerei auf einer Party in Zweibrücken, bei der eine Ehefrau eines Cavemen-Mitglieds erschossen wurde. Dies führte zu einer Neuorientierung des Clubs. Man begann Wert auf wohltätige Zwecke zu legen und veranstaltet seitdem unregelmäßig verschiedene Rallies und Runs, wie zum Beispiel Toy Runs („Toys for Tots“) und Blood Rallys (um Blutspenden zu sammeln). Die erste Blood Rally war mit dreitausend Besuchern gut besucht. Die Cavemen richteten fünf Mal die sogenannte Presi-Rally aus, zuletzt 1996.
Im Gegensatz zu vielen Clubs führt der Cavemen MC nur wenige Chapter, zurzeit sind es 3: Ramstein, Lebach, und Trier. Das Clubhaus des Mother-Chapters befindet sich derzeit in Schönenberg-Kübelberg. Logo beziehungsweise Colour des Clubs ist der rote Kopf eines „Höhlenmenschen“.

## Rezeption in der Szene
Der Cavemen MC gilt als friedlicher Rockerclub, dessen Großveranstaltungen „Presidenten-Rally“, „Toys for Tots“ und „Blood-Rally“ sowie größeren Partys auch von untereinander verfeindeten MCs, wie den Hells Angels und den Bandidos, frequentiert werden.